# Люцернський університет
Люцернський університет (нім. Universität Luzern, фр. Université de Lucerne, італ. Università di Lucerna) — державний (німецькомовний) університет, розташований у Люцерні, і вважається найменшим у Швейцарії.

## Історія
У 1574 році, за ініціативою міської ради в Люцерні було відкрито вищий навчальний заклад. У 1600 році стався поділ на гімназію (вищу середню школу) та ліцей (університетського рівня), де всебічно вивчалося богослов'я.
1993 року в ліцеї Люцерна було засновано другий факультет — гуманітарних наук. 2001 року було відкрито факультет права. Після чого, згідно із законом про університетську освіту 2000 року, було проведено розширення, і Люцернський ліцей (університетський коледж) було реорганізовано в університет із трьома факультетами

## Структура
В університеті Люцерна є наступні факультети і відділення:
- Факультет теології, включаючи відділення:
  - Загальна етика;
  - Єврейсько-християнські дослідження;
  - Літургія;
  - Катехиза;
  - Теологія;
- Гуманітарний факультет (відкритий у 1993 році), включаючи відділення:
  - Філософія;
  - Історія;
  - Соціологія;
  - Релігія;
  - Культура та засоби масової інформації;
  - Наука та культура;
- Юридичний факультет (відкритий у 2001 році), включаючи відділення:
  - Міжнародне та європейське приватне право;
  - Господарське та комерційне право.

## Особливості
Система навчання в університеті Люцерна відповідає загальноєвропейському стандарту (Болонська модель), і відбувається у три етапи:
- Після 6 семестру присуджується ступінь бакалавра;
- Після наступних 3-4 семестрів — ступінь магістра;
- За відповідної кваліфікації студенти можуть навчатися до докторантури.